# Hübingen

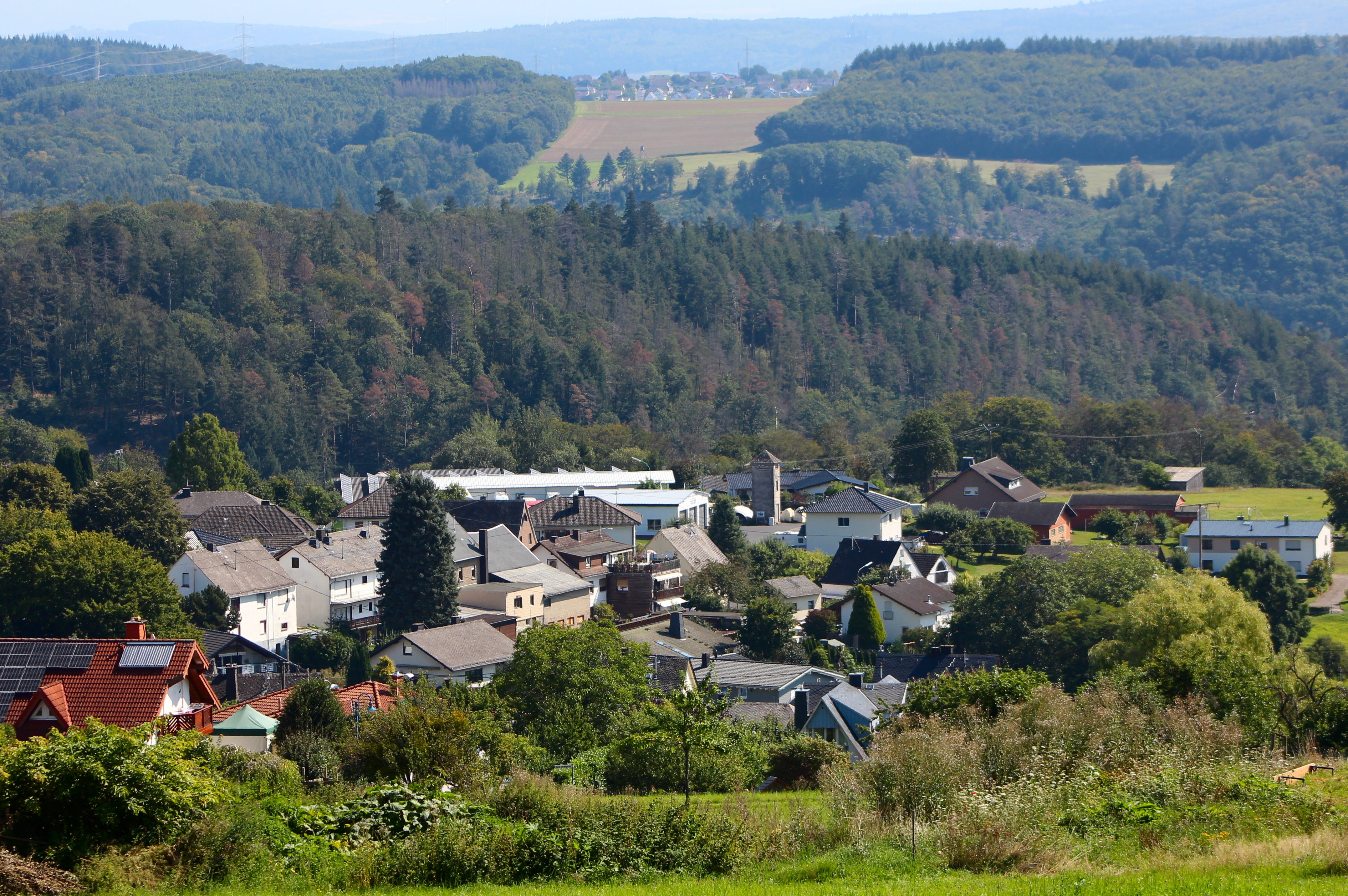
Ansicht von Hübingen (2021)

Hübingen ist eine Ortsgemeinde im Westerwaldkreis in Rheinland-Pfalz. Sie gehört der Verbandsgemeinde Montabaur an.

## Geographische Lage
Die Gemeinde liegt im Westerwald südlich von Montabaur im Naturpark Nassau. Hübingen befindet sich am Fuße des Fußbergs, auch Buchenberg genannt, an dessen Nordhang sich ein Familienferiendorf befindet. Es wurde in den 1970er-Jahren gebaut. Durch den Ort fließt der Dorfbach.

## Geschichte
Hübingen wurde im Jahre 1347 in einem Lehensvertrag für ein Gehöft in Horhausen erstmals erwähnt, der am 19. August 1347 zwischen den Eheleuten Friedrich und Aleydt von Hübingen und dem Abt des Klosters Arnstein, Wilhelm und seinem Konvent, geschlossen wurde.
Wirtschaftlich bedeutsam waren im Jahr 1786 eine Abbaustelle von Silber, die geologisch zu einem größeren Bergwerksgelände auf Gackenbacher Gebiet gehörte, und zwei Schieferbrüche. Die älteste Bevölkerungszählung aus dem Jahr 1563 weist 15 Feuerstätten für Hübingen auf, eine von 1684 13. 1787 sind 180 Einwohner verbürgt und im Jahr 1818 211 Einwohner.

## Politik

### Gemeinderat
Der Gemeinderat in Hübingen besteht aus zwölf Ratsmitgliedern, die bei der Kommunalwahl am 9. Juni 2024 in einer Mehrheitswahl gewählt wurden, und dem ehrenamtlichen Ortsbürgermeister als Vorsitzendem.

### Bürgermeister
Hendrik Balagny wurde am 3. Juli 2024 Ortsbürgermeister von Hübingen. Bei der Direktwahl am 9. Juni 2024 war er als einziger Bewerber mit einem Stimmenanteil von 88,9 % für fünf Jahre gewählt worden.
Balagnys Vorgänger Thomas Sanner-Brohl hatte das Amt von 2014 bis 2024 ausgeübt, dessen Vorgänger Wilfried Noll von 1999 bis 2014. Siegfried Hoffmann war von 1978 bis 1998 Ortsbürgermeister von Hübingen.

### Wappen
| Wappen von Hübingen | Blasonierung: „Gespalten von Silber und Grün, vorne eine rote Garbe, begleitet von einem roten Lindenzweig, über einem roten Wellenbalken, hinten ein gewendeter goldener Lindenzweig, begleitet von einem goldenen auffliegenden Buchfinken, über einem goldenen Wellenbalken.“ |
| Wappen von Hübingen | Wappenbegründung: Die beiden Lindenzweige deuten auf den Schutzpatron der Gemeinde, den heiligen Wendelinus, hin. Die Garbe symbolisiert die Landwirtschaft. Im unteren Teil stellt der farblich halbierte Wellenbalken die in der Gemarkung Hübingen fließenden und den Ort einrahmenden Bäche Seelbach und Hohentalbach dar. Die Farben Weiß und Rot deuten auf die fast 800-jährige Zugehörigkeit Hübingens zu Kurtrier hin. Das Grün bezieht sich auf den Waldreichtum der Gemeinde und der Buchfink auf das Buchfinkenland, wie die Region um die Gemeinden Hübingen, Gackenbach und Horbach heißt. |

## Kultur und Sehenswürdigkeiten
Siehe: Liste der Kulturdenkmäler in Hübingen
Eines der bedeutendsten Kulturgebäude der Gemeinde ist die St. Wendelinus-Kapelle in der Dorfmitte. Um dieses gebührend zu feiern findet jedes Jahr, üblicherweise gegen Ende August, das Kirchweihfest, kurz Kirmes, statt. Unterstützt und organisiert wird diese Feierlichkeit größtenteils von der Gemeinde, als auch einer lokalen Kirmesgesellschaft, bestehend aus Jugendlichen des Dorfes.

## Wirtschaft und Infrastruktur
Die nächste Autobahnanschlussstelle ist Montabaur an der A 3 Köln–Frankfurt am Main, etwa zehn Kilometer entfernt.
Ein großer Arbeitgeber in der Gemeinde ist das Familienferiendorf Hübingen.